# Frainc-Comtou
Frainc-Comtou (französisch: Franc-Comtois) ist eine romanische Varietät, die – wie auch Standardfranzösisch – zu den Langues d’oïl gehört.

## Verbreitungsgebiet
Sie wird oder wurde in Frankreich in der Franche-Comté und einigen Grenzorten des Sundgaus sowie in der Schweiz im Kanton Jura, im Berner Jura und in nördlichen Teilen des Kantons Neuenburg gesprochen.
Schriftstücke in dieser Sprachform existieren seit dem 17. Jahrhundert. Anfang des 21. Jahrhunderts ist sie fast ausgestorben.

## Dokumentation und Förderung
Die Linguistin Colette Dondaine gab zwischen 1972 und 1991 den vierbändigen Atlas linguistique et ethnographique de Franche-Comté heraus. 2007 erschien ein Wörterbuch Französisch – Frainc-comtou. Die in der Schweiz gesprochenen Mundarten werden auch im Glossaire des patois de la Suisse romande dokumentiert.
Artikel 42.2 der Verfassung des Schweizer Kantons Jura proklamiert, dass der Staat über die Erhaltung der Mundart wacht.

## Dialekte
- Saôn
- Doubs-Ogno
- Lomont-Doubs
- Ajoulot
- Vâdais
- Taignon

## Publikationen
- Voiyïn der Société jurassienne d’émulation (S.J.E)
- Lou patois de tchie nos pour l’Union des patoisants de langue romane de Belfort
- Le Nové S’raye pour l’A.P.E, association des patoisants romans du Sundgau (Alsace – Haut-Rhin)